# Венделл Габріель Мендеш Кравейру
Венделл Габріель Мендеш Кравейру або просто Венделл (порт.-браз. Wendell Gabriel Mendes Craveiro / Wendell; нар. 17 лютого 2004, Канітар, Сан-Паулу, Бразилія) — бразильський футболіст, нападник житомирського «Полісся».

## Життєпис
Народився в місті Канітар, штат Сан-Паулу. На юнацькому та молодіжному рівні грав за «Марілію» (2017) та «Палмейрас» (2018—2023). У середині серпня 2023 року перейшов до «Дніпра-1». Грав за юнацьку команду дніпрян, зіграв 14 матчів та відзначився 9-ма голами, в яких зіграв 499 хвилин. У середині січня 2024 року, внаслідок масованого російського обстрілу Дніпра, став одним з гравців, які відмовилися повертатися до України.
У січні 2024 року відправився на перегляд до «Полісся», за результатами якого на початку лютого підписав з вище вказаним клубом 4-річний контракт. За даними журналіста Віктора Вацка «Полісся» за перехід нападника заплатила «Дніпру-1» понад 100 000 доларів. Проте наприкінці лютого 2024 року відправився в оренду до фарм-клубу «поліщуків», «Звягеля», де отримав футболку з 40-м ігровим номером. Дебютував у дорослому футболі 22 березня 2024 року в переможному (2:0) для «Звягеля» домашньому поєдинку 20-го туру Другої ліги України проти кременчуцького «Кременя-2». Кравейру вийшов на поле в стартовому складі, на 38-й хвилині отримав жовту картку, на 59-й хвилині відзначився першим голом у професійному футболі, а на 75-й хвилині його замінив Сергій Кисленко.  До завершення сезону 2023/24 років провів 9 матчів (2 голи) у Другій лізі України та 2 матчі в плей-оф за право підвищитися в класі.
Наприкінці червня 2024 року повернувся до «Полісся», але одразу ж був відправлений до іншого фарм-клубу житомирян, «Полісся-2».